# 咸従魚氏
咸従魚氏（ハムジョンオし、朝鮮語: 함종어씨）は、朝鮮の氏族の一つ。本貫は平安南道甑山郡である。2015年の調査では、15,746人である。
始祖は、中国左馮翊出身の魚化仁である。魚化仁は南宋の戦乱を避けるため、江原道に亡命した後、平安道の咸従県に定住し、咸従魚氏を創始した。

## 集姓村
- 江原特別自治道高城郡竹旺面三浦里
- 京畿道金浦郡霞城面石灘里
- 忠清北道報恩郡外俗離面鳳飛里
- 忠清北道中原郡周徳面
- 慶尚南道居昌郡加祚面[2]